# Genfibrozila
Genfibrozila é nome genérico de um farmacoterápico, substância química dotada de propriedades hipolipêmicas, especialmente indicado em quadros severos de hiperlipidemia composta ou mista (níveis séricos elevados tanto de colesteróis quanto de triglicerídeos. Pertence ao grupo das drogas chamadas fibratos. Comercialmente, foi lançado pelo laboratório farmacêutico Pfizer, sob o nome Lopid.

## Ação esperada
A genfibrozila é um regulador de lípidos, indicado para reduzir nível de colesterol total,  lipoproteína de baixa densidade (LDL) colesterol, lipoproteína de densidade muito baixa(VLDL) e triglicérides, e para aumentar lipoproteína de alta densidade (HDL)colesterol.

## Propriedades físicas
- Aspecto - Pó cristalino branco ou quase branco.
- Solubilidade - quase insolúvel na água, solúvel no etanol anidro e metanol e muito solúvel no cloreto de metileno.
- Ponto de fusão - entre 58°C e 61°C.